# تمبوا
تمبوا (به انگلیسی: Tombua (Tomboa, Tombwa, Tombwe, Porto Alexandre)) شهری در استان نامیبه واقع در کشور آنگولا است که در سال ۲۰۰۹ میلادی ۷٬۲۵۶ نفر جمعیت داشته است.